# Hydrazide

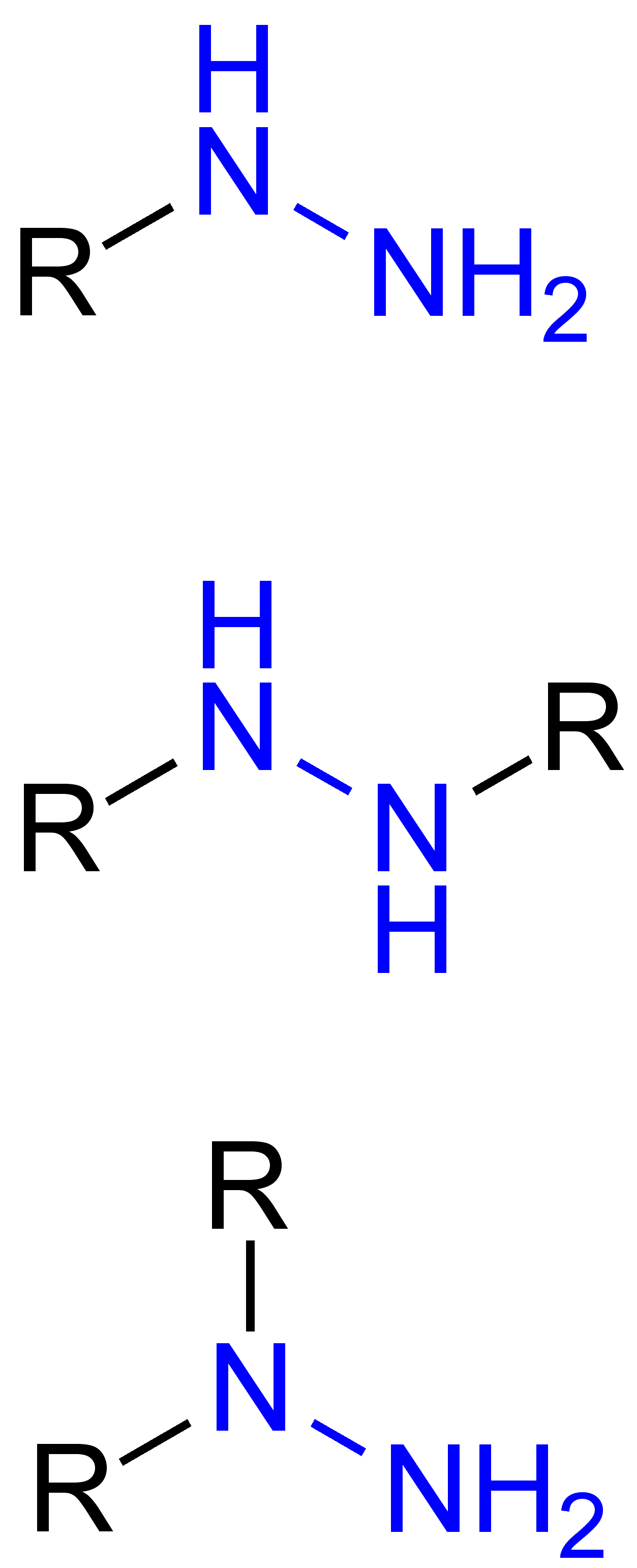
Algemene structuurformule van organische hydraziden. De kenmerkende stikstof-stikfstofbinding is in het blauw weergegeven. R stelt een alkyl- of arylgroep voor. Minstens een van de R-resten is een acylrest (-C(=O)-) of een sulfonylrest (-S(=O)_{2}-); in dit laatste geval spreekt men van een sulfonylhydrazide.

De hydraziden vormen een groep van organische verbindingen, die gekenmerkt zijn door de aanwezigheid van twee stikstofatomen die door een covalente verbinding met elkaar zijn verbonden. De twee stikstofatomen hebben vier substituenten, waarvan er minstens één een acylgroep moet zijn. Maleïnehydrazide is een voorbeeld van een hydrazide. Agaritine is een natuurlijk voorkomend hydrazide, afgeleid van glutaminezuur.
De hydraziden vormen een deelverzameling van de hydrazines. Ze kunnen bereid worden door de reactie van hydrazine met een acylchloride.

## Sulfonylhydraziden
Sulfonylhydraziden bevatten een sulfonylgroep in plaats van een acylgroep. Sulfonylhydraziden zijn bruikbaar als reagens, bijvoorbeeld in de Shapiro-reactie waarmee een keton of een aldehyde wordt omgezet in een alkeen. Een vertegenwoordiger van deze groep is p-tolueensulfonylhydrazide, dat kan bereid worden door de reactie van tosylchloride met hydrazine.

Structuurformule van p-tolueensulfonylhydrazide